# 구례군의 국회의원

## 구례군의 역대 국회의원 일람
| 대수         | 이름           | 소속정당       | 임기                               | 선거구역                                                                             |
| ------------ | -------------- | -------------- | ---------------------------------- | ------------------------------------------------------------------------------------ |
| 제1대        | 김종선(金鐘善) | 한국민주당     | 1948년 5월 31일 - 1950년 5월 30일  | 구례군 일원                                                                          |
| 제2대        | 이판열(李判烈) | 민주국민당     | 1950년 5월 31일 - 1950년 12월 9일  | 구례군 일원                                                                          |
| 제2대        | 이한창(李漢昌) | 자유당         | 1952년 2월 6일 - 1954년 5월 30일   | 구례군 일원                                                                          |
| 제3대        | 이갑식(李甲植) | 무소속         | 1954년 5월 31일 - 1958년 5월 30일  | 구례군 일원                                                                          |
| 제4대        | 이갑식(李甲植) | 자유당         | 1958년 5월 31일 - 1960년 7월 28일  | 구례군 일원                                                                          |
| 제5대 민의원 | 고기봉(高奇峰) | 민주당         | 1960년 7월 29일 - 1961년 5월 16일  | 구례군 일원                                                                          |
| 제6대        | 김선주(金善周) | 민주공화당     | 1963년 12월 17일 - 1967년 6월 30일 | 구례군·광양군 일원(제8선거구)                                                        |
| 제7대        | 이현재(李賢宰) | 민주공화당     | 1967년 7월 1일 - 1971년 6월 30일   | 구례군·광양군 일원(제8선거구)                                                        |
| 제8대        | 박준호(朴準浩) | 민주공화당     | 1971년 7월 1일 - 1972년 10월 17일  | 구례군·광양군 일원(제9선거구)                                                        |
| 제9대        | 박삼철(朴三喆) | 민주공화당     | 1973년 3월 12일 - 1979년 3월 11일  | 순천시·구례군·승주군 일원                                                            |
| 제9대        | 강길만(姜佶滿) | 무소속         | 1973년 3월 12일 - 1979년 3월 11일  | 순천시·구례군·승주군 일원                                                            |
| 제10대       | 유경현(柳瓊賢) | 민주공화당     | 1979년 3월 12일 - 1980년 10월 27일 | 순천시·구례군·승주군 일원                                                            |
| 제10대       | 허경만(許京萬) | 신민당         | 1979년 3월 12일 - 1980년 10월 27일 | 순천시·구례군·승주군 일원                                                            |
| 제11대       | 허경만(許京萬) | 민주한국당     | 1981년 4월 11일 - 1985년 4월 10일  | 순천시·구례군·승주군 일원(제5선거구)                                                 |
| 제11대       | 유경현(柳瓊賢) | 민주정의당     | 1981년 4월 11일 - 1985년 4월 10일  | 순천시·구례군·승주군 일원(제5선거구)                                                 |
| 제12대       | 유경현(柳瓊賢) | 민주정의당     | 1985년 4월 11일 - 1988년 5월 29일  | 순천시·구례군·승주군 일원(제5선거구)                                                 |
| 제12대       | 허경만(許京萬) | 신한민주당     | 1985년 4월 11일 - 1988년 5월 29일  | 순천시·구례군·승주군 일원(제5선거구)                                                 |
| 제13대       | 조순승(趙淳昇) | 평화민주당     | 1988년 5월 30일 - 1992년 5월 29일  | 구례군·승주군 일원                                                                   |
| 제14대       | 황의성(黃義成) | 민주당         | 1992년 5월 30일 - 1996년 5월 29일  | 곡성군·구례군 일원                                                                   |
| 제15대       | 양성철(梁性喆) | 새정치국민회의 | 1996년 5월 30일 - 2000년 5월 29일  | 곡성군·구례군 일원                                                                   |
| 제16대       | 정철기(鄭哲基) | 새천년민주당   | 2000년 5월 30일 - 2004년 5월 29일  | 광양시·구례군 일원                                                                   |
| 제17대       | 우윤근(禹潤根) | 열린우리당     | 2004년 5월 30일 - 2008년 5월 29일  | 광양시·구례군 일원                                                                   |
| 제18대       | 김효석(金孝錫) | 통합민주당     | 2008년 5월 30일 - 2012년 5월 29일  | 담양군·곡성군·구례군 일원                                                            |
| 제19대       | 우윤근(禹潤根) | 민주통합당     | 2012년 5월 30일 - 2016년 5월 29일  | 광양시·구례군 일원                                                                   |
| 제20대       | 정인화(鄭仁和) | 국민의당       | 2016년 5월 30일 - 2020년 5월 29일  | 광양시·곡성군·구례군 일원                                                            |
| 제21대       | 서동용(徐東鏞) | 더불어민주당   | 2020년 5월 30일 - 2024년 5월 29일  | 순천시·광양시·곡성군·구례군 을: 순천시 해룡면, 광양시 일원, 곡성군 일원, 구례군 일원 |
| 제22대       | 권향엽(權香葉) | 더불어민주당   | 2024년 5월 30일 -                  | 순천시·광양시·곡성군·구례군 을: 순천시 해룡면, 광양시 일원, 곡성군 일원, 구례군 일원 |

## 같이 보기
- 광양시의 국회의원
- 순천시의 국회의원
- 승주군의 국회의원
- 곡성군의 국회의원
- 장성군의 국회의원
- 담양군의 국회의원
- 구례군·승주군
- 곡성군·구례군
- 광양시·구례군 (2000년 선거구)
- 담양군·곡성군·구례군
- 광양시·구례군 (2012년 선거구)
- 광양시·곡성군·구례군
- 순천시·광양시·곡성군·구례군 갑
- 순천시·광양시·곡성군·구례군 을